# Овиедо
Вижте пояснителната страница за други значения на Овиедо.
Овиѐдо (на испански: Oviedo) е град в Испания, столица на автономната област Астурия. Това е културният и административен център на Астурия, на второ място по население след Хихон, с 220 664 жители (2008).

## История
Градът е основан от краля на Астурия Фруела I през 781 г., който прави основаният на същото място 20 години по-рано манастир, резиденция на своята съпруга Муния. По-късно неговият син и наследник крал Алфонсо II Астурийски, мести столицата на Астурия тук. Укрепва селището с високи крепостни стени, вдига много дворци и църкви. По това време населението на града наброява 11 000 жители.
През X век столицата е преместена в Леон и градът започва да запада. Откритият в град Компостела в западната част на Испания гроб на светеца Свети Яков и възникналият поклоннически маршрут дотам Пътят към Сантяго дават нов живот на града, тъй като Овиедо става важна спирка по пътя.
През 1388 г. крал Хуан I Кастилски основава княжество Астурия и прави Овиедо негова столица. Оттогава до днес, титлата Принц на Астурия се отнася за престолонаследника на испанската корона.

## Култура
Овиедо е важен културен център не само в Астурия, но и в цяла Испания. В последните години концерти тук изнасят световни групи като Ю Ту, Дийп Пърпъл, Майкъл Джаксън, Грийн Дей и други. Филхармонията на Овиедо е един от най-големите и добри оркестри за класическа музика в Испания.
Университетът на Овиедо е основан през 1574 г. и в него учат над 25 000 студенти.

## Побратимени градове
Овиедо е побратимен град с:
- Валпараисо, Чили (от 1973)
- Бохум, Германия (от 1979)
- Буенос Айрес, Аржентина (от 1983)
- Веракрус, Мексико (от 1983)
- Клермон Феран, Франция (от 1988)
- Тампа, САЩ (от 1991)
- Сантяго де Компостела, Испания (от 1993)
- Санта Клара, Куба (от 1995)
- Джърси Сити, САЩ (от 1998)
- Самора, Испания (от 2001)
- Торевиеха, Испания (от 2004)
- Ханджоу, Китай (от 2006)
- Валенсия де Дон Хуан, Испания (от 2006)
- Овиедо, САЩ (от 2006)
- Визеу, Португалия (от 2007)